# Сако ТРГ
Сако ТРГ (Sako TRG) представља породицу финских снајперских пушака. Намењена је за опремање војске и специјалних јединица полиције, а због своје изузетне прецизности веома је погодна за антитерористичка дејства.
Пушке Сако ТРГ се сматрају једним од најбољих на свету у својој класи. У војним и полицијским јединицама  су углавном доступне у калибрима 7.62x51mm, као и .338 „Lapua Magnum".
Током експлоатације се показала као изузетно квалитетно и поуздано оружје у свим условима.

## Опис
Пушка ТРГ је репетирка, са обртночепним затварачем. Тешка хладно кована цев је дужине између 510 до 690 мм и има 4 жлеба који се увијају удесно. Пушка има изузетно квалитетан двостепени механизам за окидање, а сила окидања се може подешавати у опсегу од 1 до 2,5 кг. Командна полуга кочнице налази се унутар штитника обараче. Кундак је такође потпуно подесив и констурисан тако да пушку могу без икаквих сметњи да користе и љеворуки стрелци. На устима цеви налази се асиметрична гасна кочница која истовремено служи и као скривач пламена. На гасну кочницу се лако и брзо може поставити пригушивач пуцња. Пушка се храни из оквира капацитета 10 метака. У комплету пушке налазе се и скапајуће ножице које се могу скинути са оружја. Произвођач стандардно оружје испоручује без нишана, а на пушку се могу поставити различити оптички, опто-електронски и резервни механички нишани. У антитерористичким јединицама најчешће се користи оптика Шмидт-Бендер 3-12x50. Поред варијанте у калибру 7.62x51mm, пушка се производи и у калибрима ,,.300 Winchester Magnum" и ,,.338 Lapua Magnum", под знаком ТРГ-41. Од 1999. године производе се модернизоване пушке ТРГ-22 (наследник ТРГ-21) и ТРГ-42 (замена за ТРГ-22) са другачијим кундаком и неким ситним побољшањима.

## Верзије
- TRG-21(1989)- оригинална лака верзија у калибру 7.62x51mm NATO
- TRG-22(1999)- побољшана лака верзија доступна у војном 7.62x51mm и у цивилном калибру .260 Remington
- TRG-22A1(2018)- унапређени TRG-22, са потпуно новим редизајнираним кундаком. Доступна у војном 7.62x51mm и у цивилном калибру 6.5mm Creedmoor
- TRG-41(1989)- оригинална тешка верзија, у калибрима .338 Lapua и .300 Winchester Magnum
- TRG-42(1999)- побољшана тешка верзија, доступна у калибрима .338 Lapua и .300 Winchester Magnum
- TRG-42A1(2018)- унапређени TRG-42 , са потпуно новим редизајнираним кундаком
- Beretta TRG-42(2008)- цивилна верзија за америчко тржиште, представљена 2008. Садржи преклопни кундак и краћу цев, а дистрибуира је компанија „Beretta USA”

Поред верзија са фиксним кундаком, модели TRG-22 и TRG-42 се производе и са преклопним кундаком намењеним специјалним и падобранским јединицама. Обе верзије се налазе и у наоружању специјалних јединица Војске Србије и Полиције.

## Земље кориснице
- Финска
- Србија
- Јерменија
- Белгија
- Италија
- Пољска
- Русија
- Украјина
- Чешка
- Естонија
- Швајцарска
- Шпанија
- Данска
- Француска
- Грузија
- Хрватска
- Албанија
- Аустралија
- Индија
- Јордан
- Литванија
- Холандија
- Норвешка
- Шведска
- Турска
- Малезија

## Галерија
- Италијански војници са TRG-42
- TRG-42 са преклопним кундаком
- TRG-42 финске војске, службена ознака 8.6 TKIV 2000
- TRG-42 швајцарске војске, 8.6mm Scharfschützengewehr 04
- TRG-42 руске војске
- Руски војник са TRG-42
- Пољски војник са TRG-22
- TRG-22 у цивилном поседу

## Снајпери исте категорије
- ОРСИС Т-5000
- Accuracy International AWM
- PGM 338
- СВ-98
- Застава М07
- Пушка Бор
- KNT-308